# Axel Wester (1878–1959)
Erik Axel Wester, född 22 mars 1878 i Västra Vingåkers församling, Södermanlands län, död 18 februari 1959 i Västra Vingåkers församling, Södermanlands län, var en svensk folkmusiker och riksspelman. Wester deltog i Riksspelmansstämman på Skansen 1910.